# Tridesmostemon
Genre
Classification phylogénétique
Tridesmostemon est un genre de plantes à fleurs de la famille des Sapotaceae. Ce sont des arbres et d'arbustes originaires d'Afrique tropicale.

## Quelques espèces
- Tridesmostemon bequaertii
- Tridesmostemon congoense
- Tridesmostemon mortehani
- Tridesmostemon omphalocarpoides